# Юхновец-Дольны
Юхно́вец-До́льны (пол. Juchnowiec Dolny) — деревня в Белостокском повете Подляского воеводства Польши. Входит в состав гмины Юхновец-Косьцельны. Находится примерно в 14 км к югу от города Белостока. По данным переписи 2011 года, в деревне проживало 688 человек.

## История
Первое упоминание топонима Юхновец относится к началу XVI века. Основным населением деревни и её окрестностей были русины. По состоянию на 1673 год в деревне имелась униатская церковь. В конце XVIII века Юхновец входил в состав Бельского повета Подляшского воеводства Королевства Польского. В период с 1975 по 1998 годы деревня являлась частью Белостокского воеводства.